# Касивадэ
Касивадэ (яп. 拍手), также хакусю (яп. 拍手) или хирадэ (яп. 開手), ошибочно 柏手 — синтоистский ритуал, хлопанье в ладоши и поклоны при обращении к ками. Обычно хлопать нужно дважды, но в некоторых храмах принято это делать четырёхкратно (например, в Идзумо-тайся) или даже восьмикратно.
Современное касивадэ осуществляется следующим образом:
1. молящийся человек дважды низко кланяется, затем выставляет перед лицом руки, соединённые ладонями (при этом пальцы левой руки должны находиться немного дальше),
2. выполняется требуемое количество хлопков, после этого руки опускаются вниз,
3. молящийся совершает один низкий поклон и ещё один лёгкий.

На похоронах при обращении к ками следует хлопать беззвучно, данная практика называется «синобидэ» (яп. 忍び手). Озвученное в 2006 году японской гадалкой Кадзуко Хосоки мнение, будто женщинам следует беззвучно хлопать всегда, было опровергнуто представителем Ассоциации синтоистских храмов на канале J-CAST.
После касивадэ принято делать небольшое подношение храму.
Ещё в III веке нашей эры в Книге Вэй описано, как «люди ва» хлопают в знак уважения перед знатью. Одна из популярных версий, зачем касивадэ нужно, гласит, что таким образом молящиеся обращают внимание ками на себя, хотя существование «синобидэ» позволяет предположить более глубинные причины. Среди других вариантов — «касивадэ устанавливает контакт молящегося с ками», «при хлопке „божественные вибрации“ разгоняют „человеческие“ и исцеляют болезни».
- Инструкция в храме: два поклона, два хлопка, поклон
- Хацумодэ в храме Юдзуруха-дзиндзя[яп.]
- Молящиеся в храме Омива-дзиндзя[англ.]*